# Towarzystwo Naukowe Warszawskie

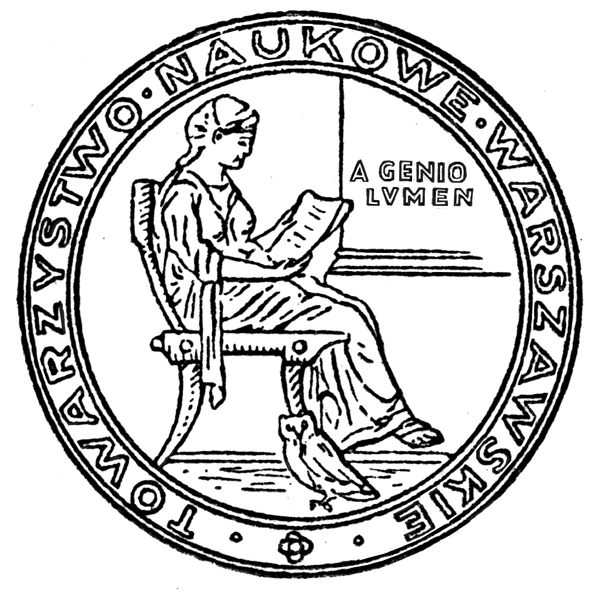

Towarzystwo Naukowe Warszawskie (TNW; deutsch Warschauer Wissenschaftsgesellschaft) ist eine 1907 gegründete polnische Wissenschaftsgesellschaft mit dem Sitz in Warschau. Ziel der TNW ist die Förderung von Forschungsaktivitäten aller Wissensrichtungen mit Hilfe von Lesungen, Seminaren, Wissenswettbewerben und Preisstiftungen.

## Geschichte
Die TNW entstand 1907 als Fortführung der Warschauer Gesellschaft der Freunde der Wissenschaften. Vor dem Ersten Weltkrieg war sie die größte wissenschaftliche Gesellschaft des russisch besetzten Teils Polens. Während des Zweiten Weltkrieges verlor die Gesellschaft ca. ein Drittel ihrer Mitglieder und ihren Sitz, ihre Labors und die Bibliothek.
1951 wurde die TNW gleichzeitig mit der Entstehung  der Polska Akademia Nauk offiziell aufgelöst. 1981 wurde sie mit 40 Mitgliedern reaktiviert, bis 1995 hat sich die Mitgliederzahl verzehnfacht und erreichte ca. 400 Wissenschaftler in 6 Instituten.

## Fachbereiche und Struktur
- Linguistik und Literaturgeschichte
- Geschichte, Soziologie und Philosophie
- Mathematik und Physik
- Biologie
- Humanmedizin
- Ingenieur- und Agrarwissenschaften

Die Struktur der Gesellschaft bilden außerdem 5 ständige Kommissionen und eine Bibliothek.

## Leiter des TNW
- Aleksander Jabłonowski (1907–1913)
- Teodor Dydyński (1913–1916)
- Bronisław Chlebowski (1916–1918)
- Jan Karol Kochanowski (1918–1925)
- Kazimierz Żorawski (1925–1931)
- Wacław Sierpiński (1931–1952)
- Wiktor Kemula (1981–1985)
- Aleksander Gieysztor (1986–1992)
- Bolesław Górnicki (1992–1995)
- Witold Rudowski (1995–2001)
- Andrzej Paszewski (2001–2007)
- Janusz Lipkowski (seit 2007)